# 梅日杜列琴斯基 (汉特-曼西自治区)
梅日杜列琴斯基（羅馬化：Mezhdurechenskiy）是俄罗斯汉特-曼西自治区的市级镇，为该自治区孔达区行政中心及规模最大聚居地。地处汉特-曼西自治区南部，位于鄂毕河流域孔达河及其一支流阿赫河（Ах）汇流处附近，在自治区首府汉特-曼西斯克西南方。距离较近的城市有乌拉伊。
镇内设有铁路车站乌斯季耶阿哈站，位于叶戈尔希诺（位于斯维尔德洛夫斯克州的阿尔乔莫夫斯基）－乌斯季耶阿哈线上。
该地2022年人口有11,095人；2010年人口11,058；2002年人口10,907；1989年人口8,657。